# Burghard Stück
Burghard Stück (* 22. März 1929 in Tangermünde; † 26. März 2008 in Berlin) war ein deutscher Kinderarzt und Immunologe.

## Leben
Burghard Stück war Sohn des promovierten Chirurgen Fritz Stück, Tangermünde. Er absolvierte seine Schulbildung bis 1948, zuletzt am Gymnasium der Franckeschen Stiftung in Halle. Er studierte von 1949 bis 1954 an der Freien Universität Berlin Medizin und wurde 1955 mit einer Dissertation Zur Bedeutung des Anti-Streptolysin-Titers bei Scharlach promoviert. Als Assistent an der Universitätskinderklinik der Freien Universität Berlin beschäftigte er sich mit Erkrankungen von Neugeborenen und Immunologie.
Von 1962 bis 1964 erhielt er ein Stipendium für Studien zur experimentellen Tumor-Immunologie am Memorial Sloan Kettering Cancer Center in New York. 1966 wurde er an der Freien Universität Berlin auf Grund der Schrift Untersuchungen zum Nachweis tumorspezifischer Immunitätsreaktionen am Modell eines chemisch induzierten Fibrosarkoms an der Maus habilitiert. 1970 wurde Stück zum Professor ernannt. Von 1974 bis 1994 leitete er die Innere und Infektionsabteilung der Städtischen Kinderklinik Berlin-Wedding und war als Chefarzt der Kinderklinik im Universitätsklinikum Rudolf-Virchow tätig.

## Mitgliedschaften
- von 1994 bis Juni 2004 Präsident, später erster Ehrenpräsident, des Deutschen Grünen Kreuzes[1]
- Präsident des Internationalen Grünen Kreuzes für Gesundheit[1]
- von 1977 bis 1998 Ständige Impfkommission am Robert Koch-Institut
- von 1977 bis 1998 Immunisierungsausschuss der Deutschen Vereinigung zur Bekämpfung der Viruskrankheiten und der Weltgesundheitsorganisation European Regional Commission for the Certification of Poliomyelitis Eradication

## Auszeichnungen
- 2004: Goldene Ehrennadel des Deutschen Grünen Kreuzes[1]
- 2005: Helmut-Stickl-Preis